# Calle del Rancho
La calle del Rancho es una vía pública de la ciudad española de Segovia.

## Descripción
La calle, que ostenta el título desde antiguo, conduce desde la plaza de Carrasco hasta la calle de José Zorrilla. Aparece descrita en Las calles de Segovia (1918) de Mariano Sáez y Romero con las siguientes palabras:

Rancho.—Es calle de regular longitud, que desde la plazuela de Carrasco, se dirige a la calle de José Zorrilla. Antiguamente, cuando la industria de las lanas estaba en su apogeo y eran muchos los rebaños de ganadería lanar que había en Segovia, tenían sus dueños caserones más o menos grandes llamados ranchos, para el esquileo de ovejas en los meses de mayo y junio, con amplias dependencias, corrales, esquiladeros, etc., y su vida pastoril, las operaciones del esquileo, las costumbres de los montaraces, gañanes, pastores y demás gente ganadera, constituyen un ameno cuadro de la vida segoviana, de mucho colorido que ha sido tratado por escritores y siempre será motivo de agradable lectura. En esta calle había un rancho de un ganadero de Segovia, edificio grande que después se ha convertido en casa de vecindad, y de aquel rancho desaparecido ha quedado el nombre de la vía, toda ella ocupada por gente jornalera y labradora.
(Sáez y Romero, 1918, p. 138)